# An Phụ
An Phụ là một phường thuộc thị xã Kinh Môn, tỉnh Hải Dương, Việt Nam.

## Địa lý
Phường An Phụ có vị trí địa lý:
- Phía đông giáp phường Hiệp An và phường Long Xuyên
- Phía tây giáp xã Thượng Quận
- Phía nam giáp huyện Kim Thành
- Phía bắc giáp phường An Sinh và phường Hiệp Sơn.

Phường có diện tích 8,11 km², dân số năm 2018 là 9.455 người, mật độ dân số đạt 1.166 người/km².

## Lịch sử
Trước đây xã An Phụ có diện tích 8,17 km², dân số năm 1999 là 9.176 người, mật độ dân số đạt 1123 người/km².
Ngày 11 tháng 9 năm 2019, Ủy ban Thường vụ Quốc hội ban hành Nghị quyết số 768/NQ-UBTVQH14 (nghị quyết có hiệu lực từ ngày 1 tháng 11 năm 2019). Theo đó, chuyển huyện Kinh Môn thành thị xã Kinh Môn và thành lập phường An Phụ trên cơ sở toàn bộ 8,11 km² diện tích tự nhiên và 9.455 người của xã An Phụ.